# Thyridopyralis
Thyridopyralis är ett släkte av fjärilar. Thyridopyralis ingår i familjen mott.
Kladogram enligt Catalogue of Life:
| Thyridopyralis | \| \| Thyridopyralis gallaerandialis \| \| \| \| \| \| Thyridopyralis illustrata \| \| \| \| |
|                | \| \| Thyridopyralis gallaerandialis \| \| \| \| \| \| Thyridopyralis illustrata \| \| \| \| |
|                | Thyridopyralis gallaerandialis                                                               |
|                |                                                                                              |
|                | Thyridopyralis illustrata                                                                    |
|                |                                                                                              |